# صالح الدمس
صالح الدمس (مواليد 7 يوليو 1951 في منزل عبد الرحمان، تونس) هو كاتب تونسي، وعضو اتحاد الكتاب التونسيين.

## مسيرته
ترك الدمس بيته في صغره، وببلوغه بلوغه عمر العشرين، انقطع عن التعليم ليصبح ساعيًا للبريد في البريد التونسي، وهو ما يذكر الدمس أنه أفاده في الكتابة، فذكر أن في البريد عالم من الحكايات والأسرار والغواية وأكوام الرسائل التي كان يفرزها ويتساءل عما كتب مرسلوها، ولغة صياغتها.

## مؤلفاته
- «لا ينقصنا إلا الحب» (مجموعة قصصية)، 1986[5]
- «دار الغولة» (مجموعة قصصية)، 1996[6]
- «الرواية» (رواية)، 2000[7]
- «حكايا الأمير» (مجموعة قصصية)، 2003[8]
- «ذاكرة الأخطاء» (مجموعة قصصية)، 2005[9]
- «المرايا القديمة» (مجموعة قصصية)، 2008[10]
- «حلم التفاح» (رواية)، 2009[11]
- «الأمثال العامية اليهودية»، 2014[12]
- «المزوقة» (رواية)، 2016[13]
- «ما أسهل الحب» (مجموعة قصصية)، 2019[14]